# Hewyn
Hewyn (ukr. Гевин) – wieś na Ukrainie na terenie rejonu włodzimierskiego w obwodzie wołyńskim. W 2001 roku liczyła 6 mieszkańców, a według najnowszych statystyk – opuszczona.

## Historia
Po wojnie wieś weszła w struktury administracyjne Związku Radzieckiego.